# Linia kolejowa Studénka – Bílovec
Linia kolejowa Studénka – Bílovec – linia kolejowa w Czechach, biegnąca przez kraj morawsko-śląski, od Studénki do Bílovca.